# Topografie selenară

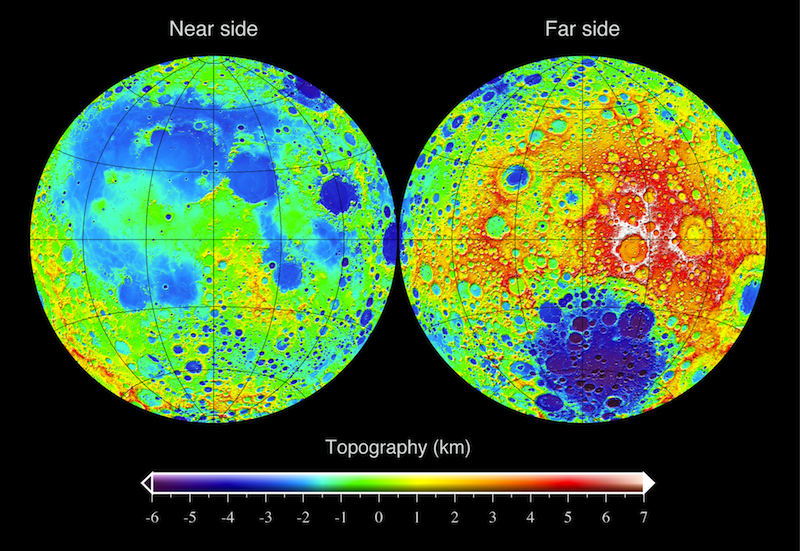
alt = Topography of the Moon measured from the Lunar Orbiter Laser Altimeter on the mission Lunar Reconnaissance Orbiter, referenced to a sphere of radius 1737.4 km

Topografia selenară a fost determinată prin metode de altimetrie cu laser și analiza stereo a imaginilor celor mai recente obținute în timpul Misiunii Clementine⁠(en)[traduceți]. Caracteristica topografică cea mai vizibilă este uriașul bazin de la Polul Sud, de pe partea nevăzută a Lunii - Aitken, zonă în care sunt cele mai joase altitudini de pe Lună. Cele mai mari altitudini se găsesc doar la nord-est de acest bazin, și s-a sugerat că acestea ar putea reprezenta depozite de materiale care au fost aruncate în timpul unui impact oblic al suprafeței lunare cu un meteorit gigantic, eveniment care ar fi dus la formarea bazinului Aitken din zona polului sud. Alte bazine de impact de mari dimensiuni, cum ar fi mările Imbrium, Serenitatis (Liniștii), Crisium, Smythii, și Orientală (de est), posedă, de asemenea, creșteri în altitudine la nivel regional și mici cratere ridicate.
O altă trăsătură distinctivă a formei Lunii este că, în medie, cotele sunt cu aproximativ 1,9 km mai ridicate pe partea îndepărtată decât pe partea văzută. Dacă se presupune că crusta este în echilibru izostatic, și că densitatea crustei este peste tot aceeași, atunci altitudinile mai mari ar fi asociate cu o crustă mai groasă. Folosind gravitatea, prin măsurători gravimetrice, topografia și datele seismice, crusta este considerat a avea, în medie, o grosime de aproximativ 50 ± 15 km, cu crusta de pe partea nevăzută, în medie, mai groasă decât pe partea apropiată, cu aproximativ 15 km.
| Luna                                                                        |
| --------------------------------------------------------------------------- |
| Fața vizibilă a Lunii Fața ascunsă a Lunii Polul nord lunar Polul sud lunar |

| Luna – Oceanul Procellarum („Oceanul Furtunilor”) |
| ------------------------------------------------- |
|                                                   |